# Àcid perdisulfúric
L'àcid perdisulfúric, en anglès:Peroxydisulfuric acid, és un oxoàcid amb sofre amb la fórmula química H₂S₂O₈. En termes estructurals es pot escriure HO₃SOOSO₃H. Conté el sofre en l'estat d'oxidació +6 però també conté un grup peròxid. Les seves sals es coneixen sota el nom de persulfats i són importants industrialment però l'àcid no ho és. Les sals contenen l'ió peroxidisulfat. Són potents agents oxidants.